# جود سيكوليلا
جود سيكوليلا (بالإنجليزية: Jude Ciccolella)‏ مواليد 30 نوفمبر 1947 في مقاطعة ناسو، الولايات المتحدة، هو ممثل أمريكي بدأ مسيرته الفنية سنة 1985.

## الأعمال

### أفلام
- الخلاص من شاوشانك (1994)
- ديردفيل (2003)
- ذا ترمينال (2004) (بدور: كارل إيفرسون)
- مدينة الخطيئة (2005)
- مركز التجارة العالمي (2006)
- هاجس (2007)
- مدينة الخطيئة: سيدة لتقتل من أجلها (2014)

### مسلسلات
- 24
- إن سي آي إس
- بريزون بريك
- ذا منتاليست
- هاوس
- تاتش

## روابط خارجية
- جود سيكوليلا على موقع IMDb (الإنجليزية)
- جود سيكوليلا على موقع ألو سيني (الفرنسية)
- جود سيكوليلا على موقع أول موفي (الإنجليزية)
- جود سيكوليلا على موقع قاعدة بيانات الأفلام السويدية (السويدية)
- جود سيكوليلا على موقع قاعدة بيانات الفيلم (الإنجليزية)
- جود سيكوليلا على موقع كينوبويسك (الروسية)